# Beilschmiedia oreophila
Beilschmiedia oreophila är en lagerväxtart som beskrevs av Schlechter. Beilschmiedia oreophila ingår i släktet Beilschmiedia och familjen lagerväxter. Inga underarter finns listade i Catalogue of Life.